# Chemin de fer Lausanne–Fribourg–Berne
| Chemin de fer Lausanne–Fribourg–Berne (LFB) | Chemin de fer Lausanne–Fribourg–Berne (LFB) |
| ------------------------------------------- | ------------------------------------------- |
|                                             |                                             |
|                                             |                                             |

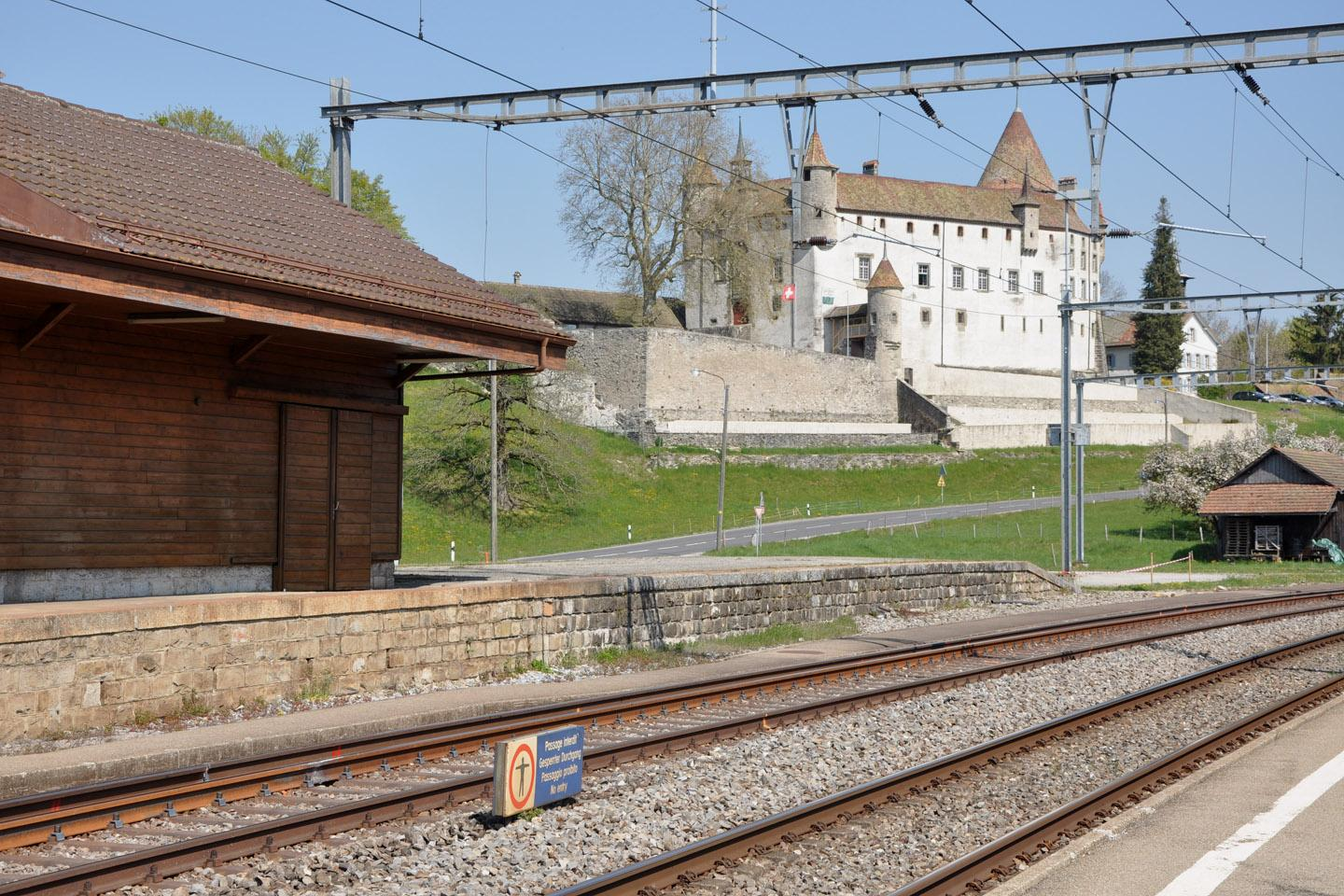
Blick vom Bahnhof Oron auf das gleichnamige Schloss. Das Städtchen gab dem Konflikt um die Linienführung der Bahnlinie Bern–Lausanne den Namen.

Die Chemin de fer Lausanne–Fribourg–Berne (LFB) oder Oronbahn war eine schweizerische Eisenbahngesellschaft, die von 1858 bis 1871 existierte. Am 1. Januar 1872 fusionierte die LFB zur Chemins de fer de la Suisse Occidentale (SO).

## Geschichte

### Oronbahnkonflikt
Ziel der Oronbahn war es, die Westschweiz mit der Deutschschweiz mittels einer Eisenbahnlinie von Lausanne nach Bern über Oron und Freiburg zu verbinden. Allerdings ging ihr zwischen 1852 und 1857 eine lange Leidensgeschichte voran, der Oronbahnkonflikt, ein Kampf verschiedener kantonaler Interessen um die Routenwahl einer Eisenbahnverbindung zwischen der West- und der Deutschschweiz.
Schon im Jahre 1852 hatten sich in einem Vertrag die Kantone Bern, Freiburg, Waadt und Genf über eine Bahnverbindung zwischen Genf und Bern geeinigt. Diese Linie sollte von Bern über Laupen–Murten–Payerne–Yverdon–Lausanne nach Genf führen. Unmittelbar danach erhielt die Compagnie de l’Ouest Suisse (OS) die waadtländische Konzession für deren Teilstrecke.
Der Kanton Freiburg aber wollte auf die Linienführung zurückkommen und beharrte schliesslich darauf, dass die Linie statt über Laupen über Freiburg führen müsse. Die Ouest Suisse war damit gar nicht einverstanden und bestand auf der Linienführung über Murten und rief dazu die Bundesversammlung zwecks einer Zwangskonzession gegen Freiburg an.
Auf Antrag Julien Schallers beschloss der freiburgische Grosse Rat am 27. November 1855 den Bau einer Eisenbahnlinie auf Staatskosten von Yverdon über Payerne–Freiburg nach Thörishaus an der Grenze zum Kanton Bern. Die Konzession sollte eine zu gründende Gesellschaft mit dem Namen Chemin de fer du canton de Fribourg ou du Centre Ouest Suisse erhalten. Die Bundesversammlung entschied am 6. Februar 1856 zugunsten von Freiburg, und der Kanton erteilte seinem Unternehmen eine Konzession. Kurz darauf änderte Freiburg erneut seine Pläne und interessierte sich für den Bau einer direkten, über 26 Kilometer kürzeren Strecke über Oron und erteilte am 24. Mai 1856 der Chemin de fer Lyon-Genève eine Konzession.

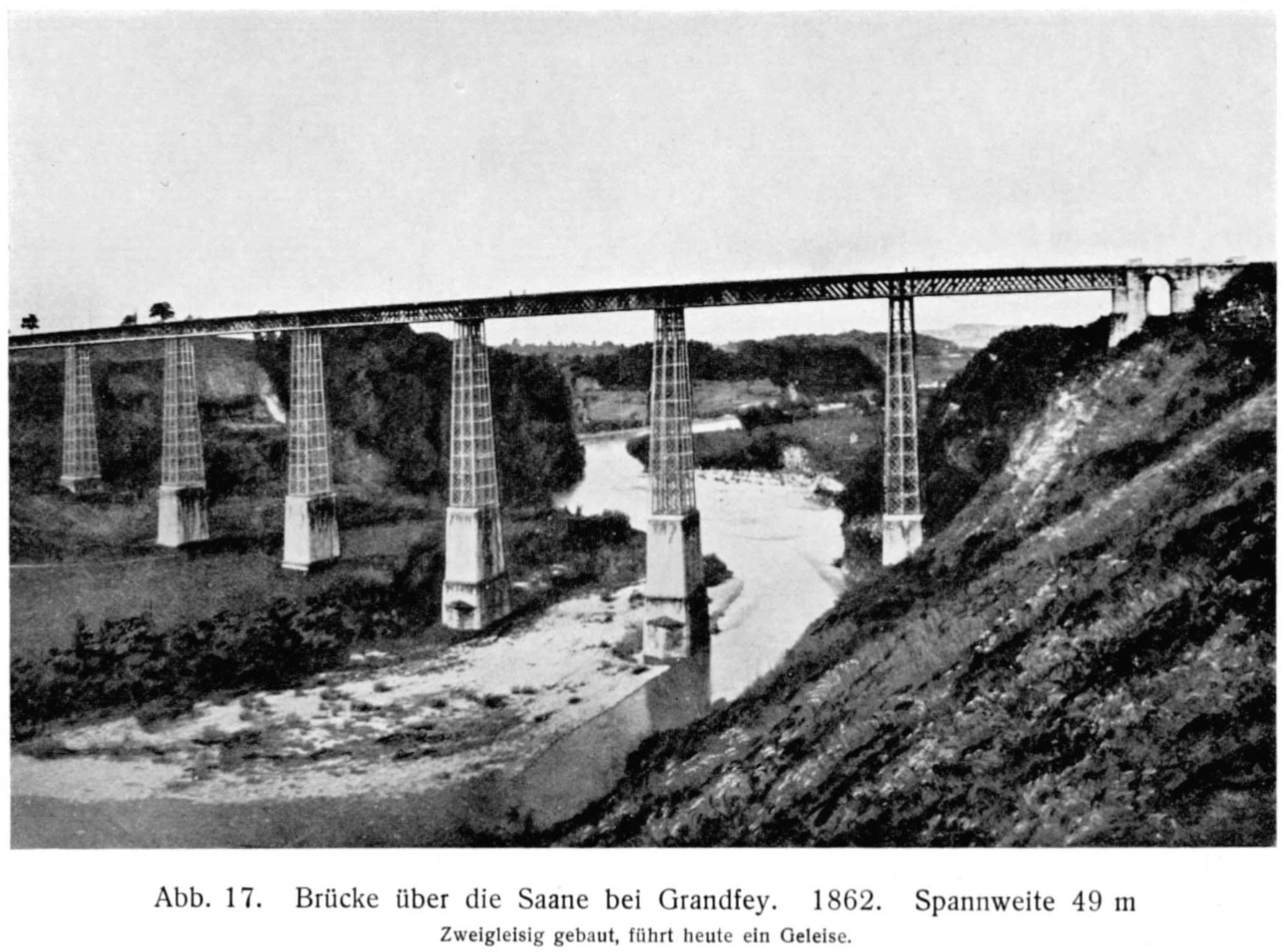
Grandfey-Viadukt über die Saane um 1862

Lausanne hingegen gelangt darauf erneut an die Bundesversammlung und reichte ein Zwangskonzessiongesuch für die Linie über Murten ein. Darauf konsultierte der Bundesrat ausländische Experten, welche wegen der erheblichen technischen Schwierigkeiten und höheren Anlagekosten gegen die Oronbahn votierten. Trotzdem befürwortete die Bundesversammlung nach heftigen Debatten am 23. September 1856 prinzipiell die direkte Oronlinie.
Lausanne wollte darauf nicht in ein von der Bundesversammlung vorgeschlagenes Einigungsgespräch eintreten, und der Bund erteilte Freiburg die Zwangskonzession für den Bau der Linie auf Waadtländer Boden. Die Waadt versuchte es nun dagegen mit einer Zwangskonzession für die Murten-Linie, wurde aber  vom Bundesrat am 31. Juli 1857 abgewiesen. Darauf lehnte sich Waadt gegen den Bundesentscheid auf und machte einen Kompetenzkonflikt geltend. Schliesslich lehnte die Vereinigte Bundesversammlung am 19. Dezember 1857 den Kompetenzkonflikt ab und gewichtete die Landesinteressen für die Oron-Linie höher als für diejenige einer Murten-Linie.

### Betriebseröffnung
Am 16. April 1858 konnte die Oronbahn von der Chemin de fer Lyon-Genève die Konzession der Linie Genf-Versoix erwerben.
Am 1. Juli 1858 übernahm sie – nur sechs Tage nach ihrer Betriebseröffnung – die kurz vorher gegründete Chemin de fer Genève–Versoix (GV) und wurde deren Nachfolgegesellschaft. Am 2. Juli 1860 konnte sie den Streckenabschnitt von Thörishaus an der Kantonsgrenze Bern-Freiburg nach Balliswil bei Düdingen in Betrieb nehmen. Im Weiler Balliswil unweit von Freiburg wurde ein provisorischer Bahnhof beim Nordlager des Grandfey-Viadukts errichtet. Das gleichentags eröffnete Teilstück Bern-Thörishaus liegt im Kanton Bern und gehörte der Schweizerischen Centralbahn (SCB).
Am 4. September 1862 konnte die LFB das restliche Teilstück von Lausanne nach Balliswil eröffnen und damit den durchgehenden Zugsverkehr zwischen Bern und der waadtländischen Kantonshauptstadt aufnehmen. Finanzielle Schwierigkeiten, die sich beim Bau der Oronbahn einstellten, veranlassten die LFB am 12. November 1863 zur Abtretung ihrer Linie an den Kanton Freiburg. Die Zustimmung des Kantons Waadt erfolgte am 24. November 1866 und die des Kantons Genf sogar erst am 9. Mai 1869.
1868 nahm die Lausanne–Freiburg–Bern-Bahn die Doppelspur Versoix–Genf in Betrieb. Im gleichen Jahr stellte auch die Ouest Suisse das zweite Gleis von Gland nach Versoix fertig.

### Betriebsgemeinschaft Suisse-Occidentale

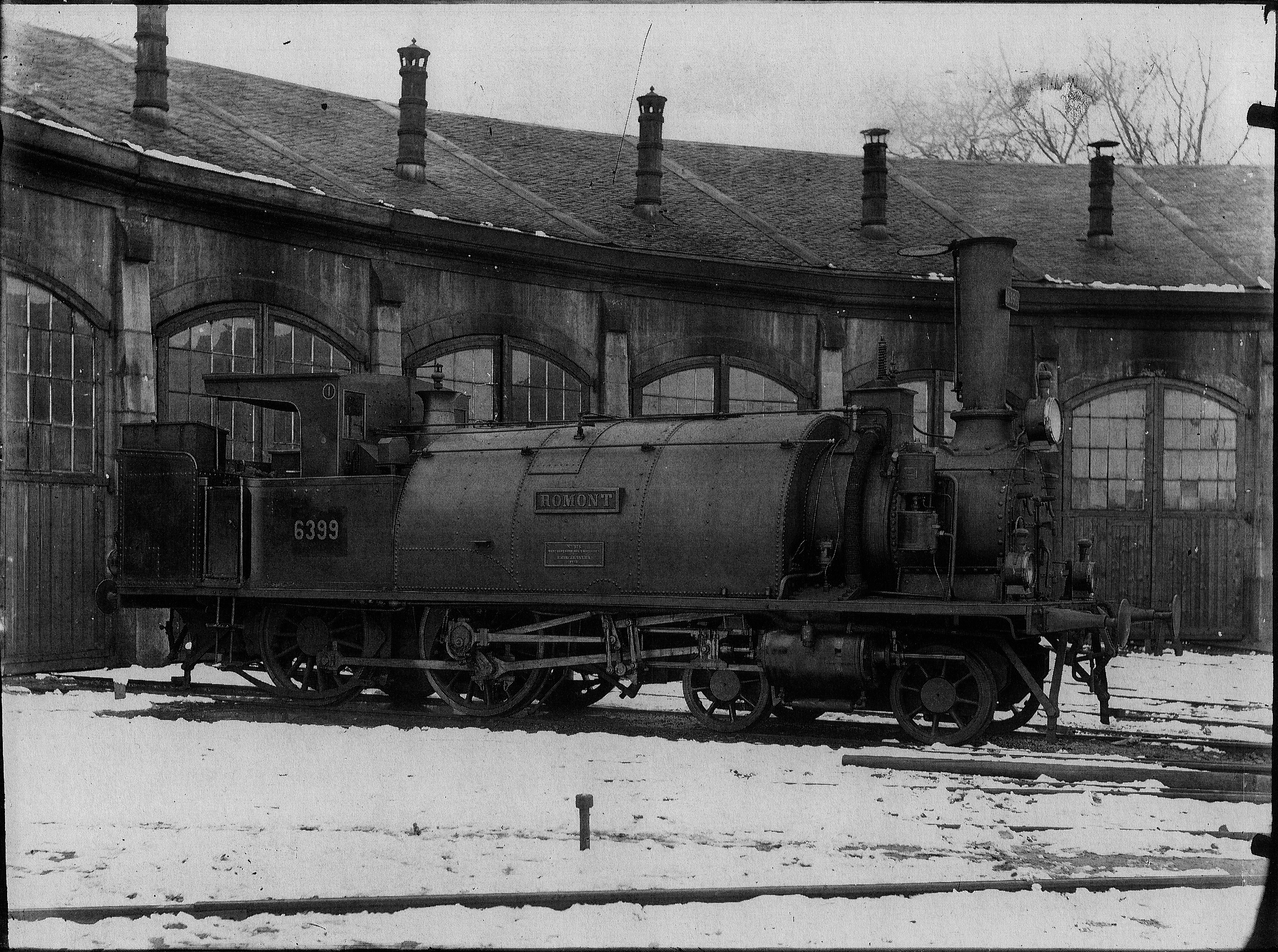
Lokomotive Nr. 6399 Romont der SBB, ursprünglich Nr. 4 der LFB.

Die Verbindung von Genf über Lausanne in die Deutschschweiz lag in den Händen von drei sich oft bekämpfenden Bahngesellschaften. Die Eigentumsverhältnisse richteten sich grösstenteils nach den Kantonsgrenzen. Wie die LFB hatten auch die waadtländische Ouest Suisse (OS) und die Franco-Suisse (FS) im Kanton Neuenburg mit finanziellen Schwierigkeiten zu kämpfen, die auch von Kostenüberschreitungen bei der Bauausführung herrührten. Die drei Bahngesellschaften bildeten nach schwierigen Verhandlungen per 1. Januar 1865 eine Betriebsgemeinschaft mit dem Namen «Association des chemins de fer de la Suisse Occidentale». Deren Betrieb wurde einer Firma mit dem Namen Laurent-Bergeron et Comp. übertragen. Die finanzielle Lage der drei Westschweizer Bahnen stabilisierte sich, und ab 1868 konnte die Betriebsgemeinschaft alljährlich eine bescheidene Dividende ausrichten.
Auf den 1. Januar 1872 formierten sich die Suisse-Occidentale (SO) als Aktiengesellschaft, in der die Oronbahn zusammen mit der Ouest Suisse und der Franco-Suisse vollständig integriert wurde. So entstand mit einer Netzlänge von 315 Kilometern das damals grösste Schweizer Bahnunternehmen.

## Rollmaterial
Liste der Lokomotiven, die bei der LFB eingesetzt wurden:
| Bezeichnung                             | LFB-Nr. | Name                       | SO-Nr. ab 1865 | SO/SOS-Nr. ab 1871 | JS-Nr. ab 1890 | SBB-Nr. ab 1903 | Hersteller | Baujahr | ausrangiert |
| --------------------------------------- | ------- | -------------------------- | -------------- | ------------------ | -------------- | --------------- | ---------- | ------- | ----------- |
| ab 1873: II ab 1887: B2 ab 1902: Ec 2/4 | 1–12    | → Hauptartikel: LFB Ec 2/4 | 1–12           | 51–62              | 251–262        | 6398, 6399      | Esslingen  | 1862    | 1895–1905   |